# Лютеранська церква Христа Спасителя (Миколаїв)
Лютеранська церква або Миколаївська кірха — євангелічно-лютеранська церква Христа Спасителя (нім. Erlöserkirche) Німецької євангелічно-лютеранської церкви України, релігійний центр лютеран Миколаєва німецької церковної традиції. Архітектурний пам'ятник державного значення.
Розташована за адресою Адміральська вулиця, 12 (на розі з вулицею Фалєєвською). Богослужіння російською мовою проводяться щонеділі о 10 годині ранку.

## Історія
1830 року в Миколаєві утворилася євангелістська лютеранська громада, основу якої складали моряки та офіцери Російського чорноморського флоту з балтійських німців. Одним з ініціаторів створення миколаївської лютеранської громади був військовий губернатор Миколаєва адмірал Грейг. 1830 року громада отримала свого першого дивізійного проповідника (Divisionspredinger). Першим лютеранським пастором Миколаєва став Йоганн Долль.  

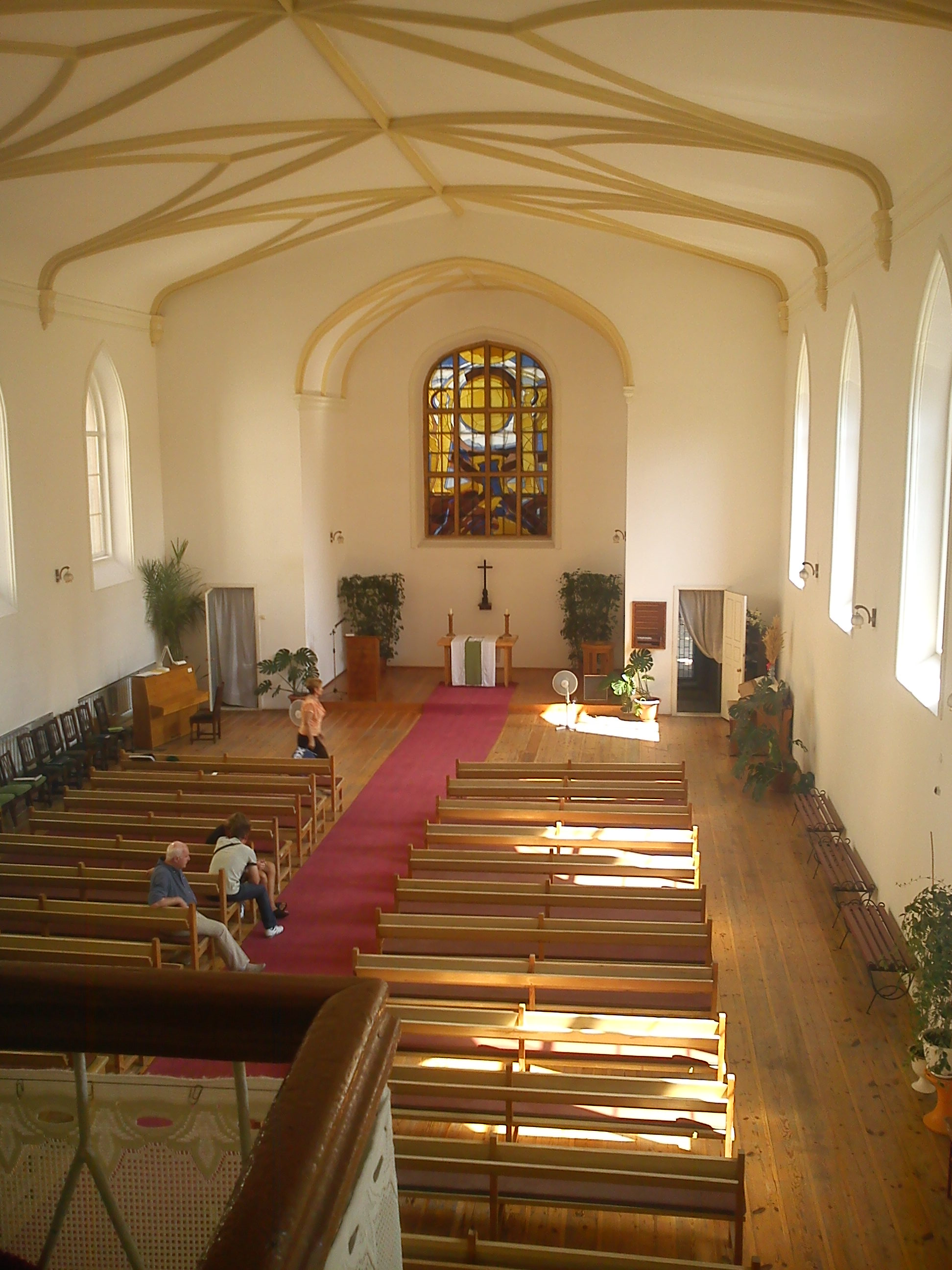
Інтер'єр Миколаївської кірхи

Громада отримала земельну ділянку для будівництва храму. За клопотанням військового губернатора Миколаєва адмірала М. П. Лазарева імператор Росії Микола І затвердив 18 серпня 1848 року проєкт споруди храму, план розміщення і повелів виділити для його будівництва 12000 рублів. Архітектором було призначено англійця Чарльза Акройда.
За проєктом архітектора, фасад церкви передбачався у бік Німецької вулиці (нині Фалєєвської). Але під час свого перебування в Миколаєві імператор Микола I, зацікавившись спорудою лютеранської церкви, особисто вніс корективи в проєкт Чарльза Акройда і переніс фасад церкви з Німецької на Адміральську вулицю.
1848 року було розпочато будівництво церкви. З початком споруди кірхи була створена будівельна комісія з нагляду за спорудою. Закладний камінь був укладений під північно-західним кутом фундаменту. Під нього в запаяній капсулі були покладені книга Нового Завіту, Короткий Катехизис Лютера, Аугсбурзьке віросповідання і, крім того, пластина, на якій були вигравіювані імена імператора Миколи І, адмірала Лазарева, членів будівельної комісії і архітектора Акройда. На церемонії закладки були присутні декілька генералів, а також штабс- і оберофіцери православного сповідання. Під час спорудження церкви для фундаменту і для внутрішніх частин стін було використано булижний камінь; для облицьовування ж цоколя і лицьових частин стін, а також для зведення перемичок і склепінь був використаний штучний камінь, який добувався в каменоломнях поблизу Миколаєва, під Тернівкою. Покрівельне залізо поступало кораблем. Дерево отримувалося за допомогою домовленостей з Адміралтейством.
Освячення храму відбулося 12 жовтня 1852. Освятив будівлю у жовтні 1852 року пастор Е. Кібер з Феодосії.
До 1870 року лютеранська громада Миколаєва налічувала 1800 осіб. В XIX столітті миколаївські лютерани зазнали впливу баптистів, про що доповідав у єпископську канцелярію місцевий пастор. 1931 року лютеранська громада саморозпустилася.
Тяжкі часи для лютеранської громади настали з подіями Першої світової війни і Громадянської війни, що відбулися за нею. 1922 року, за розпорядженням пленуму повітової комісії, були вилучені церковні цінності. 21 липня 1931 року кірха була закрита. Її передали клубу «Динамо», де згодом було відкрито спортивний зал, а на майданчику поруч — тенісний корт. Церковне життя в старовинну будівлю по вулиці Адміральській повернулося 1992 року, коли в незалежній Україні було прийнято закон «Про свободу совісті і релігійні організації». З цього часу у миколаївської кірхи почалася нова історія, історія відродження.
1992 року в Миколаєві міщани німецького походження відтворили лютеранську громаду. Більшість парафіян були членами німецького національно-культурного товариства «Wiedergeburt». Громада із самого початку визнала юрисдикцію НЄЛЦУ. Спочатку духовне керівництво здійснювалося з Одеси. Першим постійним духовним наставником громади став Олександр Зонне, який через розбіжності з церковною адміністрацією був відсторонений від управління громадою.
1998 року німецький художник Ґуберт Дістлер намалював вітражі для церкви на тему Воскресіння Ісуса.

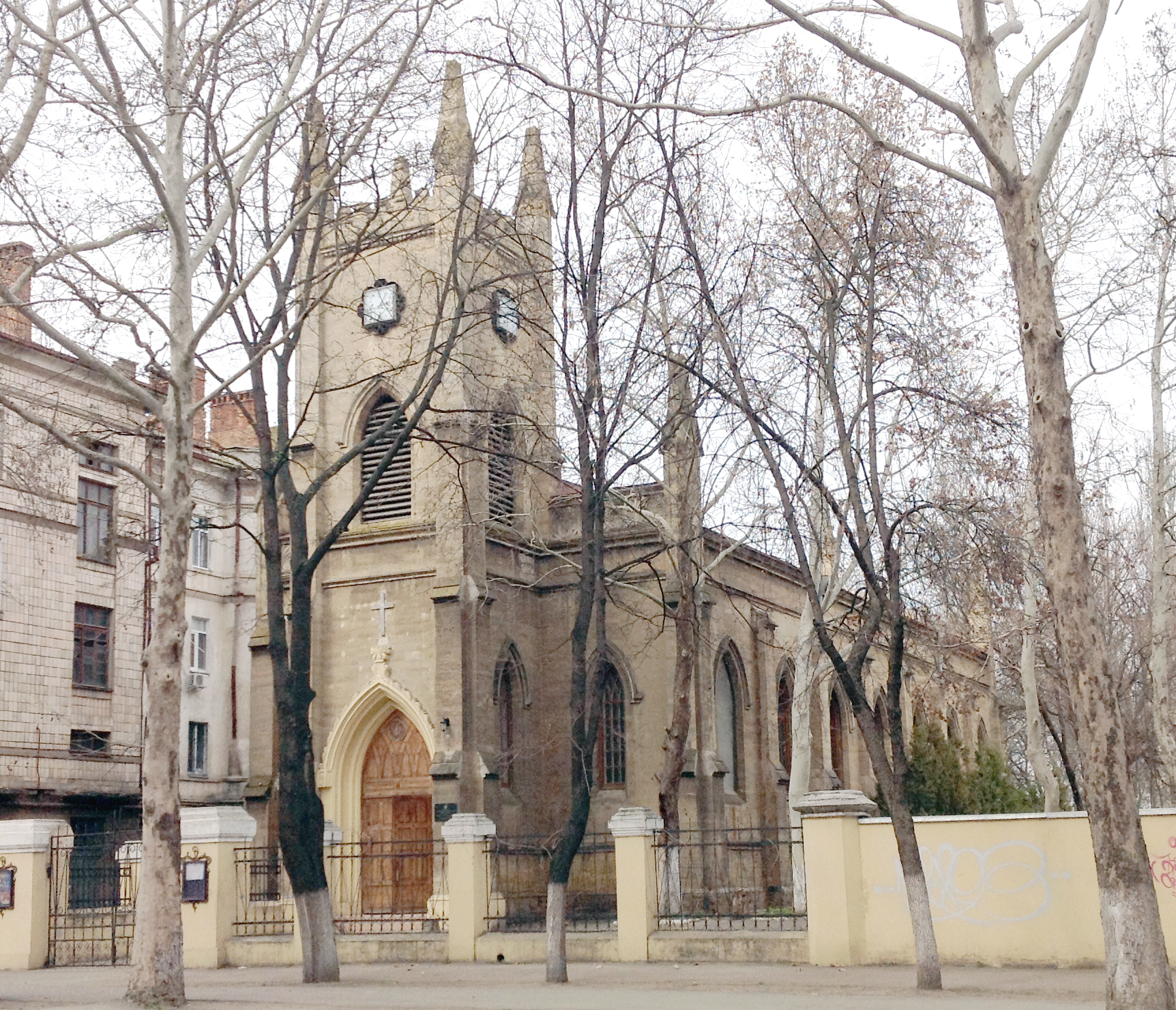
Євангелістсько-лютеранська церква Христа Спасителя

## Архітектура
У плані церква має прямокутну форму з трохи випнутим притвором, вирішеним у строгих формах. Вхід до притвору і вікна- стрілчасті. Між вікнами влаштовані вертикальні псевдоконтрфорси. Будівля орієнтована на північний схід.
Церква привертає до себе увагу оригінальністю і витонченістю своєї архітектури і тим самим різко відрізняється від громіздких лютеранських церков Півдня імперії, побудованих за зразком одеської кірхи 1827 року.
Будівля була зведена в стилі англійської псевдоготики: башта-дзвіниця, стрілчасті вікна, короткі шпилі, готичний портал. Будівлі властива строгість і навіть деяка сухість силуету, скупість деталей. Збудована з сірого щільного пиляного каменю, позбавлена тинькування, і це ще більше підкреслює її «архітектурний аскетизм». Нічого, окрім пілястр і однакових коротких шпилів, не прикрашає будівлю.